# Vulturul lui Rüppell
Vulturul lui Rüppell (Gyps rueppelli), numit după naturalistul german Eduard Rüppell, este o pasăre răpitoare mare, originară în principal din regiunea Sahel și Africa de Est. Fosta populație de 22.000 de exemplare a scăzut din cauza pierderii habitatului, otrăvirii accidentale și a altor factori.

## Descriere

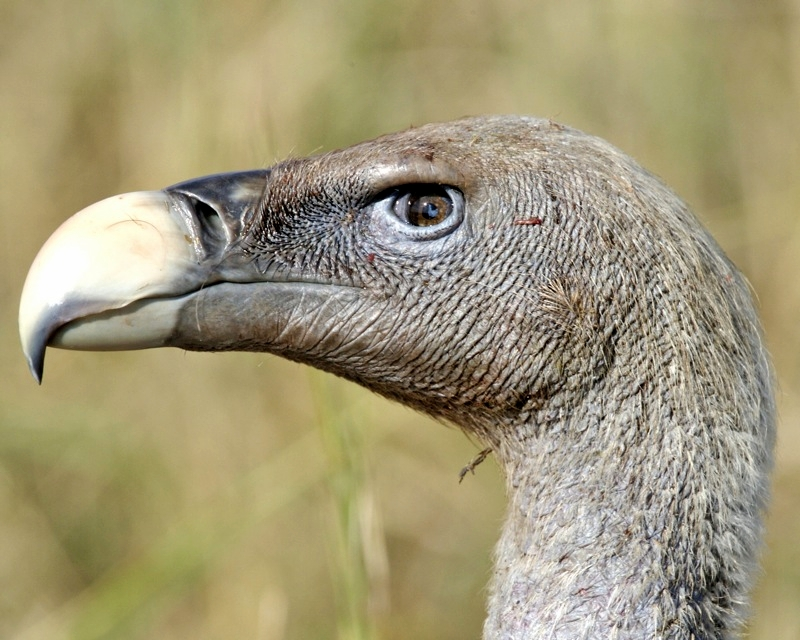
Capul unui adult

Vulturul lui Rüppell este un vultur mare, mult mai mare decât vulturul cu spatele alb, înrudit cu acesta, cu care se întâlnește adesea în sălbăticie. Adulții au o lungime cuprinsă între 85 și 103 cm, o anvergură a aripilor cuprinsă între 2,26 și 2,6 metri și o greutate care variază între 6,4 și 9 kg. Ambele sexe arată la fel: maro pestriț sau negru în general, cu o parte inferioară brun-albăstruie și un puf subțire, alb murdar, care acoperă capul și gâtul. Baza gâtului are un guler alb, ochii sunt galbeni sau chihlimbar, iar petele de pe coamă sunt maro închis. Capul nu are pene. Aceasta este o adaptare care a apărut din cauza tendinței vulturului Rüppell de a-și băga capul în pradă atunci când mănâncă. Tăcuți în general, devin foarte vocali la cuibul lor și la o carcasă, croncănind foarte tare. Vulturii lui Rüppell zboară frecvent la altitudini de până la 6.000 metri. Păsările au o variantă specializată a subunității alfaD a hemoglobinei; această proteină permite speciei să absoarbă eficient oxigenul în ciuda presiunii parțiale scăzute din troposfera superioară. S-a confirmat că un vultur a lui Rüppell a fost ingerat de un motor cu reacție al unui avion care survola Abidjan, Coasta de Fildeș, pe 29 noiembrie 1973, la o altitudine de 11.300 m.

## Comportament

### Hrană
Vulturul lui Rüppell, care se hrănește strict cu cadavre, este cunoscut pentru faptul că urmărește turmele de vânat în timpul migrațiilor sezoniere și se hrănește în număr mare cu cadavre, de obicei împreună cu alte specii de vulturi din Lumea Veche. Deși preferă carnea proaspăt ucisă, pot mânca și carcase mai vechi fără probleme. Sunt hrănitori specializați chiar și printre vulturii Africii. Au o constituție deosebit de puternică și, după ce au consumat cele mai atractive părți moi ale unei carcase, vor continua cu pielea și chiar cu oasele, înfruptându-se până când abia pot zbura. Au pe limbă țepi orientați spre spate pentru a ajuta la îndepărtarea cărnii de pe os. În ciuda mărimii, puterii și adaptărilor lor, ei nu sunt cei mai dominanți vulturi din zona lor de răspândire; cea mai dominantă specie este considerată a fi vulturul nubian, care este mai mare.

## Galerie

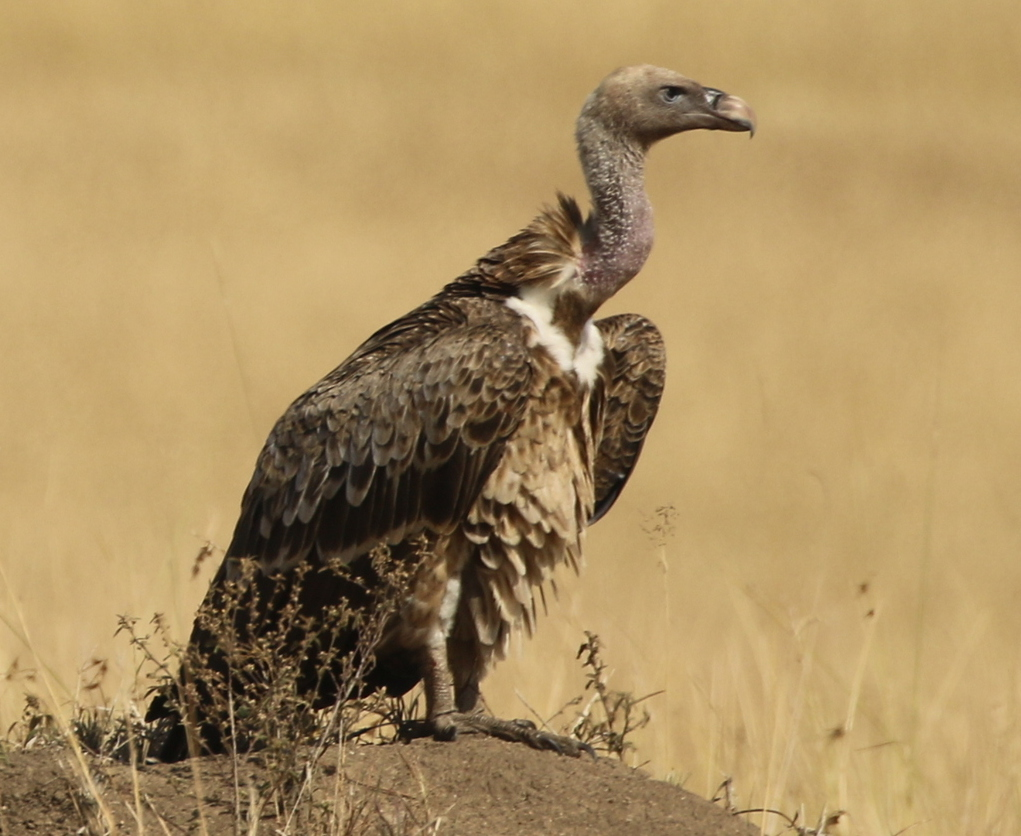
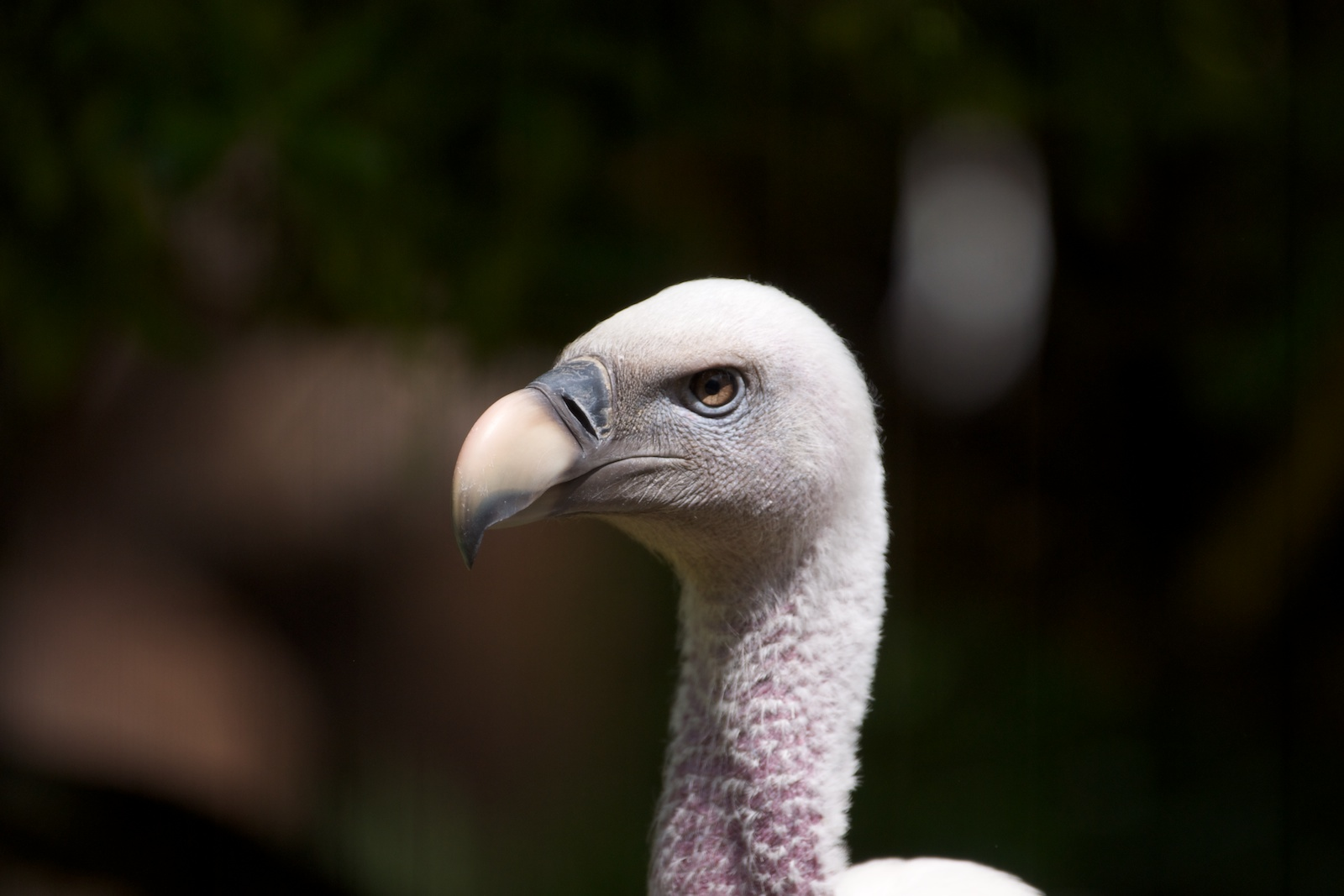
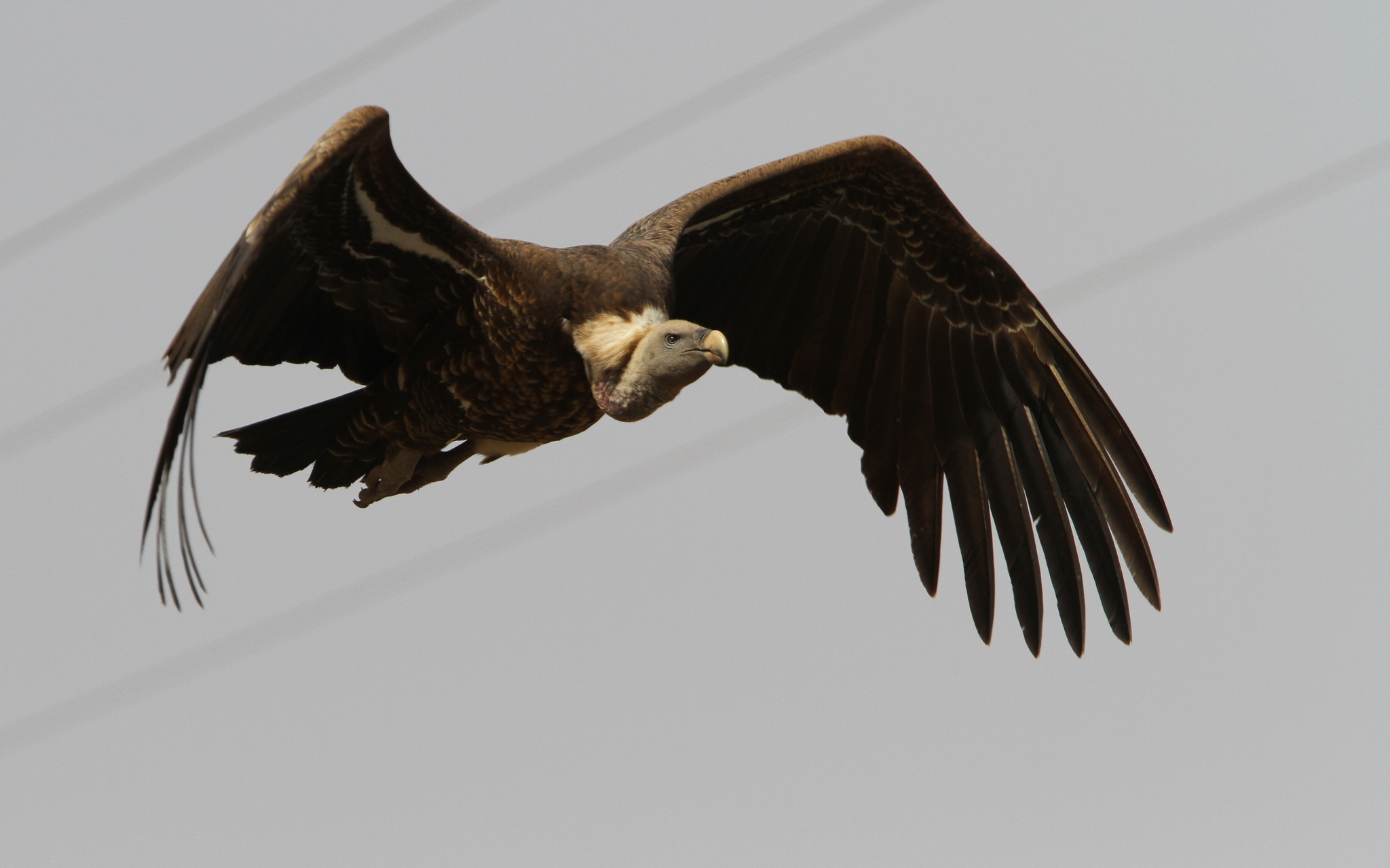